# Armoiries du Canada
Les armoiries du Canada ou armoiries de Sa Majesté le roi du Canada ont été créées par une proclamation du roi George V le 21 novembre 1921. Fortement inspirées des armoiries royales du Royaume-Uni, elles ont par la suite été modifiées deux fois au cours du XXe siècle.

## Histoire

### Nouvelle-France

Blason proposé pour la province du Canada en 1663.

En 1627, la Compagnie de la Nouvelle-France est dotée d'un sceau représentant une femme debout sur les flots, tenant dans sa main gauche un lys de jardin et dans sa main droite une croix chrétienne, le tout sur un champ semé de fleurs de lys. Le sceau porte l'inscription « Me donavit Ludovicus decimus tertius 1627 » (« Louis Treize m'a donnée 1627 »). Le contre-sceau est composé d'un navire voguant sur les flots et de l'inscription « In mari viae tuae » (« Sur la mer de ta voie »).
En 1663, la Compagnie est dissoute et le Canada est intégré au domaine royal. Des armoiries sont proposées pour la nouvelle province : « un semé de fleurs de lis sur fond d'azur avec un soleil en chef, une couronne à fleurons pour timbre et deux Amérindiens comme tenants » mais il semble qu'elles n'aient pas fait l'objet d'un octroi officiel.
En 1664, la Compagnie française des Indes occidentales est créée pour le commerce entre l'Afrique, les Indes occidentales et  l'Amérique du Nord. Elle est dotée d'armes composées d'« un écusson au champ d'azur, semé de fleurs de lys d'or sans nombre, deux sauvages pour supports et une couronne trèflée ». Cette Compagnie est supprimée en 1674.
En 1717, une nouvelle compagnie, la Compagnie d'Occident est créée est dotée d'armoiries composées d'« un écusson de sinople à la pointe ondée d'argent sur laquelle sera couché un fleuve au naturel, appuyé sur une corne d'abondance d'or; ayant deux sauvages pour supports et une couronne trefflée ».

### Amérique britannique

Armoiries britanniques (1837-1952).

En 1497, lorsque Jean Cabot débarque à Terre-Neuve, les armoiries du Royaume d'Angleterre sont utilisées avec la croix de Saint-Georges pour symboliser la présence anglaise sur le Nouveau Monde.
Après la conquête du Nord de la Nouvelle-France par la Grande-Bretagne et la cession de celui-ci par la France, les armoiries royales britanniques symbolisent l'autorité royale en Amérique.
Parmi les colonies de l'Amérique du Nord britannique, seules la Nouvelle-Écosse et Terre-Neuve sont dotées d'armoiries (octroyées respectivement en 1625 et 1637),. Toutefois, les colonies sont toutes dotées de grands sceaux avec des signes distinctifs.

### Confédération

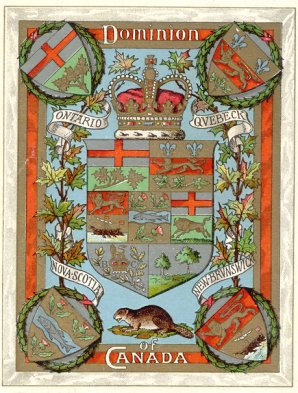
Carte postale de 1905 : l'écu est composé des blasons de l'Ontario, du Québec, du Nouveau-Brunswick, de la Nouvelle-Écosse, du Manitoba (fautif), de Colombie-Britannique (anachronique) et de l'Île-du-Prince-Édouard (fautif).

En 1868, un an après la Confédération canadienne, la reine Victoria octroie par un brevet royal des armoiries aux provinces : l'Ontario, le Québec, le Nouveau-Brunswick et la Nouvelle-Écosse (l'octroi de 1625 avait, semble-t-il, été oublié). Le même brevet royal autorise ces armes à être écartelées pour le Grand Sceau du Canada. Ce texte sert de base aux armoiries canadiennes, qu'on retrouve notamment sur le Red Ensign, jusqu'en 1921.
Avec l'adhésion de nouvelles provinces à la Confédération, leurs armoiries sont ajoutées au blason du Canada, bien que cet usage populaire ne soit prévu par aucun texte. On aboutit ainsi à un blason composé de neuf quartiers, très peu lisible. En mars 1919, un comité est formé afin de réfléchir à la création d'armoiries spécifiques.

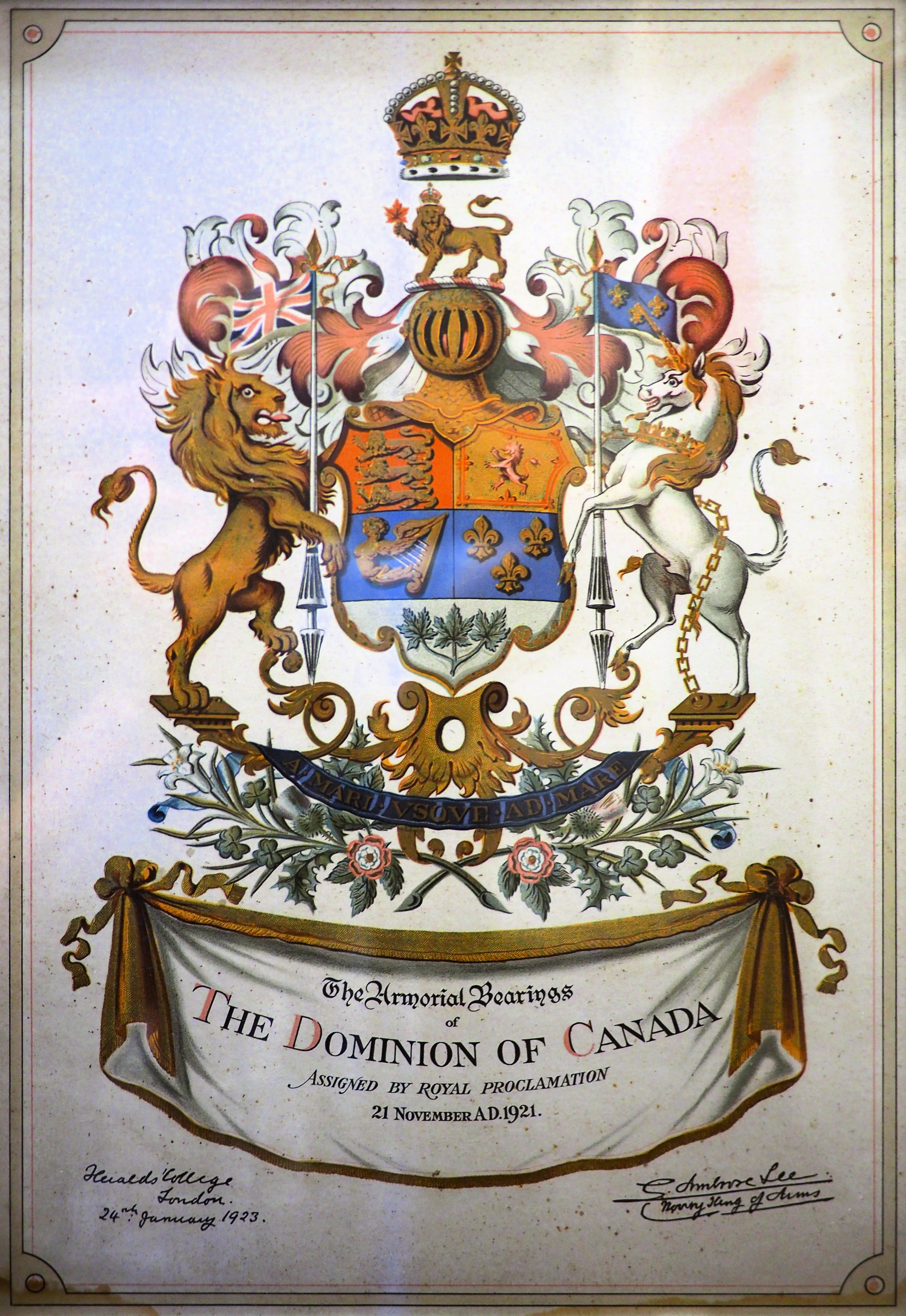
Version de 1921 (dessin datant de 1923).

Les membres du comité se mettent d'accord sur un dessin qui associe les symboles héraldiques de l'Angleterre, de l'Écosse, de l'Irlande et de la France avec un symbole canadien (les feuilles d'érable). Jugeant que neuf feuilles d'érable apparaîtraient trop petite et une seule trop grosse, ils recommandent trois feuilles de gueules reliées à une même branche de manière similaire aux blasons de l'Ontario et du Québec. Toutefois, en avril 1920, le Garter King of Arms s'oppose à la réutilisation des armoiries royales.
Le gouvernement décide de contourner le College of Arms et de proposer des armoiries au roi par l'intermédiaire d'un décret en conseil : le décret du 13 juillet 1920 propose un blason où les feuilles d'érable — désormais de sinople — sont placées au-dessus des quartiers reprenant les armoiries royales. Un nouveau décret, le 13 avril 1921, propose un écu avec les feuilles d'érable placée dans le dernier champ. Ce dessin est accepté par le roi et fait l'objet d'une proclamation royale du 21 novembre 1921 :

« DE PAR LE ROI - Proclamation

Déclarant le plaisir de Sa Majesté concernant les armoiries du Dominion du Canada.

George R.I.

ATTENDU que nous avons reçu une requête du Gouverneur général en conseil de Notre Dominion du Canada pour que les armoiries ci-après décrites soient attribuées à Notre dit Dominion.

Par les présentes, pour et avec l'avis de Notre Conseil Privé et dans l'exercice des pouvoirs conférés par le premier article de la loi concernant l'Union avec l'Irlande, 1800, Nous décrétons et déclarons que les armoiries du Dominion du Canada seront tiercées en fasces, les deux premières parties formant l'écartelé suivant, savoir : au 1, de gueules, à trois léopards d'or, l'un sur l'autre; au 2, d'or, à un lion de gueules dans un double trescheur fleuré, contrefleuré du même; au 3, d'azur, à une harpe d'or, cordée d'argent, au 4, d'azur, à trois fleurs de lis d'or; la troisième fasce, d'argent, à trois feuilles d'érable tigées, au naturel. Timbré d'un casque royal, au mantelet d'argent doublé de gueules; pour cimier, sur un tortil d'argent et de gueules, un léopard d'or à la couronne impériale, tenant de sa patte dextre une feuille d'érable de gueules. Supports: à dextre un lion d'or tenant une lance d'argent, pointée d'or, déployant à dextre la bannière du Royaume-Uni, et, à sénestre, une licorne d'argent, armée, onglée et à la crinière d'or, accolée d'une couronne de croix pattées et fleurdelisée, attachée d'une chaîne du même, et tenant une lance déployant à sénestre une bannière d'azur à trois fleurs de lis d'or; le tout surmonté de la couronne impériale. Sous l'écu, sur une terrasse de roses, chardons, trèfles et lis de jardin, un liston portant la devise A mari usque ad mare. Et Notre Volonté et Plaisir est de plus que les armoiries susdites seront employées à l'avenir, autant que cela pourra se faire convenablement, en toutes occasions dans lesquelles lesdites armoiries du Dominion du Canada devront figurer.

Donnée à Notre Cour du Palais de Buckingham, le vingt et unième jour de novembre, dans l'année de Notre Seigneur mil neuf cent vingt et un, et dans la douzième de Notre Règne.

DIEU PROTÈGE LE ROI; »

Dans la proclamation, les feuilles sont dites « au naturel », ce qui était compris comme sinople à l'époque.
Toutefois, en 1957, les armoiries sont redessinées par Alan Beddoe : la couronne des Tudor est remplacé par la couronne de saint Édouard et le dessin de la harpe irlandaise est simplifié — conformément au souhait d'Élisabeth II — alors que les feuilles d'érable sont dessinés de gueules, ce qui correspond au projet original et aux couleurs traditionnelles du Canada (blanc et rouge).
En 1982, Bruce Hicks, étudiant à l'université McGill, commence une campagne afin de faire figurer la devise de l'ordre du Canada autour de l'écu sur les armoiries, de manière similaire aux autres armoiries nationales. En 1987, l'Autorité héraldique du Canada autorise au nom de la reine l'utilisation des armoiries avec l'ordre du Canada comme armes personnelles du monarque, notamment sur les lettres patentes accordant des armoiries aux Canadiens. En 1994, un nouveau dessin des armoiries, réalisé par le héraut Fraser Cathy Bursey-Sabourin, est officiellement adopté. Il inclut l'anneau portant la devise « Desiderantes meliorem patriam » (« Ils désirent une meilleure patrie ») de l'ordre du Canada.
En 2023, la couronne de saint Édouard est remplacé par une couronne qui inclut des éléments mettant l’accent sur l’identité canadienne de la monarchie. Le dessin a été approuvé par Charles III en avril 2023.

Historique
Blason de 1868 (quatre provinces).
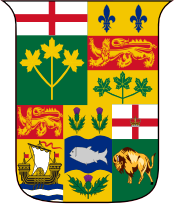
Blason de 1870 (cinq provinces).
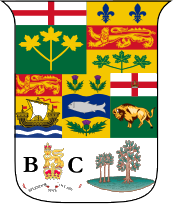
Blason de 1873 (sept provinces).
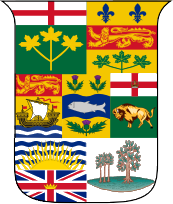
Blason de 1896 (nouveau blason de Colombie-Britannique).
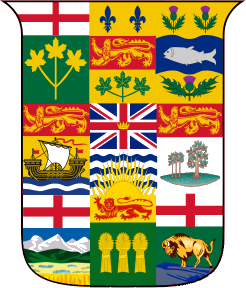
Blason de 1907 (neuf provinces).
Armoiries attribuées de 1921.
Dessin de 1957 (couronne de saint Édouard et feuilles rouges).
Armoiries depuis 1994 (ajout de l'ordre du Canada).

## Composition
| Élément  | Description | Image |
| -------- | --- | ----- |
| Écu      | L'écu est divisé en cinq champs. Le premier, en haut et à dextre (à gauche de l'observateur), porte les trois léopards d'Angleterre ; le deuxième porte le lion et le trescheur écossais ; et le troisième la harpe d'Irlande. Ces trois quartiers sont les mêmes que les trois premiers quartiers des armoiries britanniques. Le quatrième quartier d'azur porte les trois fleurs de lys d'or, de l'écu de France et rappelle que le Canada a d'abord été colonisé par le royaume de France. Le cinquième champ occupe la champagne et porte une tige de trois feuilles d'érable rouges, un symbole d'abord profondément canadien français, devenu officiellement symbole de l'ensemble du pays lors de l'adoption de l'unifolié en 1965. Ces feuilles étaient d'abord vertes, pour symboliser la jeunesse et la vigueur du pays ; elles devinrent rouges par la suite pour s'accorder avec les couleurs officielles du Canada. Il est également possible qu'à l'origine, la couleur verte soit associée aux Canadiens français, comme sur les armoiries du Québec, tandis que la couleur jaune soit associée aux Canadiens anglais, comme sur le blason ontarien. Le rouge aurait alors été un symbole de l'unité de ces deux peuples au sein du Canada. Une chose est certaine, la signification de la couleur est clairement établie lors d'un désaccord entre le College of Arms et Borden. Finalement, l'accord entre les deux partis statue que le blason les dit « au naturel » et elles peuvent donc être de n'importe quelle couleur de feuilles d'érable naturelles. Le blason sert de base à l'étendard royal du Canada. |       |
| Couronne | Les armoiries sont surmontées d'une couronne, symbolisant le fait que le Canada est une monarchie constitutionnelle. Depuis 1957, le dessin est celui de la couronne de saint Édouard, suivant le souhait de la reine Élisabeth II. |       |
| Cimier   | Le cimier est basé sur celui des armoiries royales britanniques mais il s'en distingue par le fait que le lion porte une feuille d'érable dans sa patte droite et le tortil rouge et blanc. Le cimier symbolise la souveraineté du Canada et il est repris sur le drapeau du gouverneur général. |       |
| Heaume   | Les armoiries incluent un heaume royal, soit un casque en or barrée, montré de face. Il est entouré d'un lambrequin rouge et blanc, les couleurs officielles du Canada. Dans le dessin de 1994, le lambrequin prend la forme de feuilles d'érable. |       |
| Supports | Les supports de l'écu sont le lion de l'Angleterre et la licorne enchaînée de l'Écosse. Ils se différencient des armoiries du Royaume-Uni par le fait qu'ils ne sont pas couronnés et tiennent chacun une lance : un Union Flag flotte à la lance du lion, et la bannière royale de France (d'azur aux trois fleurs de lis d'or) flotte à celle de la licorne. |       |
| Devise   | La devise du Canada est « A mari usque ad mare » (« (Tu règneras) D'un océan à l'autre »), une citation biblique (Psaume 72 (71) : 8). |       |
| Terrasse | Sous l'écu et la devise se trouve une terrasse reprenant les emblèmes floraux d'Angleterre, Écosse, Irlande et France : roses, de chardons, des trèfles et lys. |       |
| Ruban    | Le ruban porte la devise « Desiderantes meliorem patriam » (« Désirant une meilleure patrie »), la devise de l'ordre du Canada. Cet élément a été ajouté en 1994. |       |